# Resolution 23 des UN-Sicherheitsrates
Die Resolution 23 des UN-Sicherheitsrates ist eine Resolution, die der Sicherheitsrat der Vereinten Nationen in der 131. Sitzung am 18. April 1947 beschloss.

## Inhalt
In der Resolution wurde festgelegt, dass die durch die Resolution 15 des UN-Sicherheitsrates eingesetzte Kommission in der Region verbleibt und erweitert wird.

## Hintergrund
1946 war der griechische Bürgerkrieg zwischen der Regierung und kommunistischen Rebellen im Norden des Landes ausgebrochen. Nach Angaben Griechenlands wurden diese Kommunisten von den Nachbarländern Albanien, Jugoslawien und Bulgarien unterstützt, die alle vor kurzem kommunistisch geworden waren. Die drei Länder dementierten jedoch den Vorwurf. 1947 wurde eine Kommission entsandt, die den Fall vor Ort untersuchen sollte. Als sie im Juni Bericht erstattete, lehnte die Sowjetunion ihre Empfehlungen ab. Die Sowjetunion wollte Griechenland die Schuld geben, während die Vereinigten Staaten die drei kommunistischen Länder verurteilen wollten.

## Abstimmung
Die Resolution wurde mit neun Stimmen ohne Gegenstimmen angenommen; Polen und die Sowjetunion enthielten sich der Stimme.